# Каменна Балка (Арзгірський район)
Каменна Балка (рос. Каменная Балка) — село у Арзгірському районі Ставропольського краю Російської Федерації.
Муніципальне утворення — Арзгірський муніципальний округ. Населення становить 903 особи.

## Історія
Згідно із законом від 4 жовтня 2004 року № 88-КЗ у 2004—2020 роках муніципальним утворенням було сільське поселення село Каменна Балка.

## Населення
| 1989 | 2002  | 2010  | 2011  | 2012 | 2014 | 2015 |
| ---- | ----- | ----- | ----- | ---- | ---- | ---- |
| 894  | ↗1038 | ↘1002 | ↘1001 | ↘975 | ↘936 | ↗947 |
| 2016 | 2017  | 2018  | 2019  | 2020 |      |      |
| ↘926 | ↘913  | ↗932  | ↘929  | ↘903 |      |      |